# Périplo do Mar Eritreu

Nomes, rotas e localizações do Périplo do Mar Eritreu.

O Périplo do Mar Eritreu ou Périplo do Mar Vermelho (em grego:  Περίπλους τὴς Ἐρυθράς Θαλάσσης, em latim: Periplus Maris Erythraei) é um périplo greco-romano, escrito em grego e que descreve a navegação e comércio dos portos romano-egípcios como Berenice ao longo da costa do Mar Vermelho, e outros ao longo do nordeste de África e Índia. O texto tem sido datado entre o século I e século III d.C., mas uma data de meados do século I é a mais consensual. De autor anónimo, é claramente uma descrição pessoal de alguém familiar com a região e é praticamente único na descrição precisa do que era o mundo antigo nessa região.
Embora Mar Eritreu (em grego:  Ἐρυθρά Θάλασσα) literalmente signifique "Mar Vermelho", para os gregos incluía também o oceano Índico e o golfo Pérsico.
A obra consiste em 66 capítulos, a maioria deles com um parágrafo apenas.
Em muitos casos a descrição dos lugares é suficientemente precisa para identificar inequivocamente as localizações atuais. Em outros nem por isso: por exemplo menciona-se Rhapta como o mercado mais importante da costa africana de Azania, mas há pelo menos cinco localidades que se ajustam à descrição, do sul de Tanga até ao delta do rio Rufiji. A descrição da costa indiana menciona explicitamente o rio Ganges, mas a China é confusamente descrita como a grande cidade interior Thina, produtora de seda.
Outra característica interessante do périplo é que algumas palavras que descrevem mercadorias objeto de comércio não são vistas em nenhuma outra obra literária, pelo que o seu significado real é misterioso. O périplo descreve também como Hípalo foi o primeiro a descobrir a rota direta entre o mar Vermelho e o sul da Índia.
O texto que chegou até hoje deriva de um manuscrito bizantino do século X em letra minúscula, guardado nas coleções da Universidade de Heidelberg, e de uma copia deste, dos séculos XIV ou XV, hoje no Museu Britânico. No primeiro, o texto é atribuído a Flávio Arriano, provavelmente pelo único motivo da sua proximidade temporal com o Periplus Pontus Euxini, escrito por ele. A primeira edição moderna do texto foi publicada em 1553 por Sigismund Gelenius.